# Sant Quirze i Santa Julita de la Coma
Sant Quirze i Santa Julita de la Coma és l'església parroquial del nucli de la Coma, al municipi de la Coma i la Pedra (Solsonès), inclosa a l'Inventari del Patrimoni Arquitectònic de Catalunya.

## Descripció

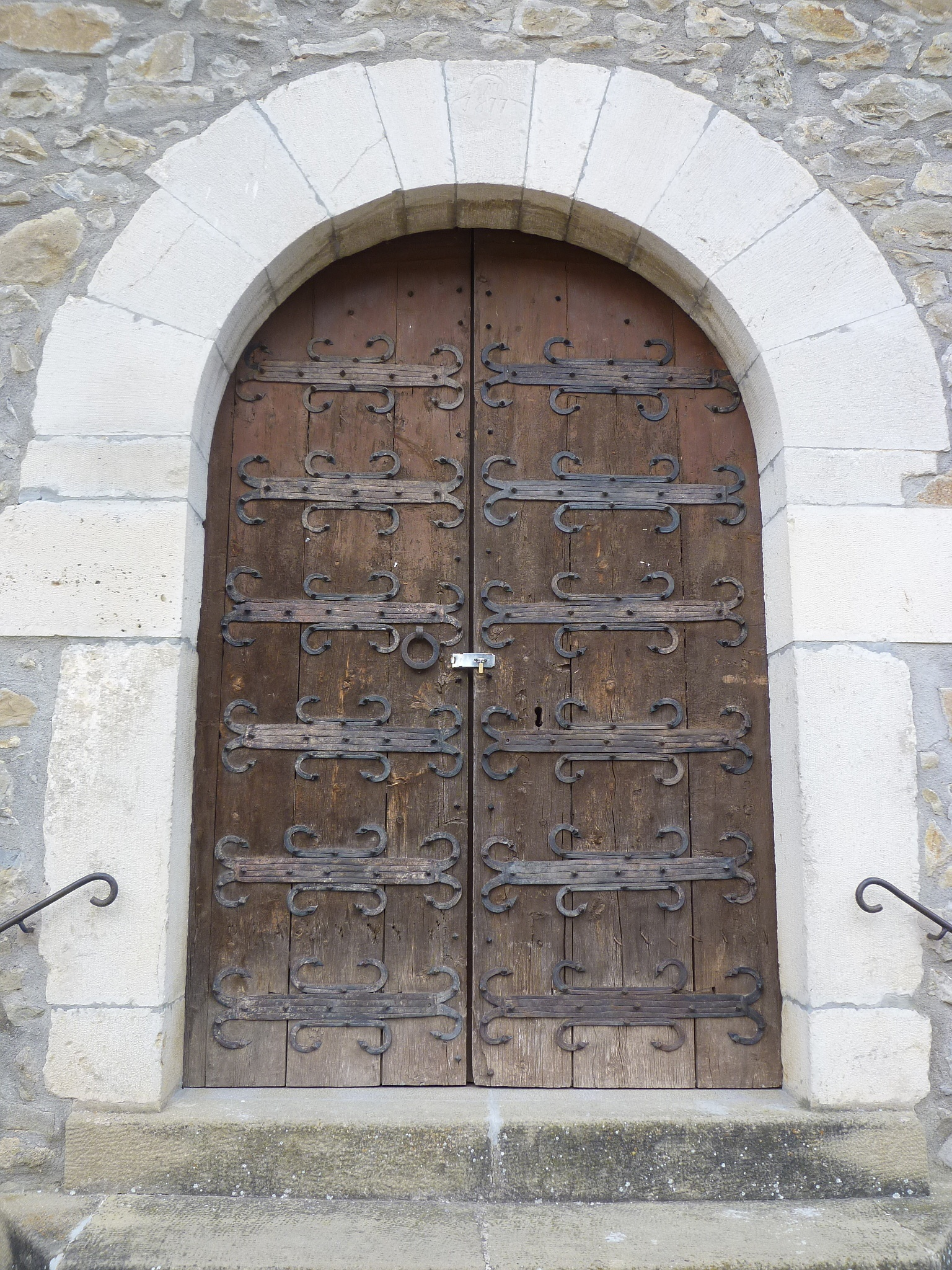
Portal

Església d'una sola nau, coberta amb volta de canó rebaixada i amb capelles laterals, a manera d'arcosoli d'arc de mig punt. L'església està orientada a llevant, no té absis i la porta d'accés és al mur de ponent. A migdia i adossada a l'església, fou bastida la rectoria. La porta conserva l'original de l'època romànica (porta de ferramenta) que és d'arc de mig punt. Sobre la porta fou construït un gran òcul. El campanar, de planta quadrada s'alça al NE de l'església i està cobert a quatre vessants. L'església conserva un retaule poc interessant de fusta del segle xix o principis del segle xx.
La porta de ferramenta, d'estil romànic del segle xii. Consta de dues fulles o batents que s'obre endins i que trenca el portal d'entrada a l'església, al mur de ponent. A l'edat mitjana el ferro fou utilitzat com a element de protecció, sobre la fusta de les portes. En moments de més tranquil·litat, evolucionà des de les formes més austeres i senzilles, cap a elements decoratius, en aquest cas molt simples.
Al mur de tramuntana es conserva una imatge de la Mare de Déu del Roser, barroca, possiblement del segle xviii.

## Història

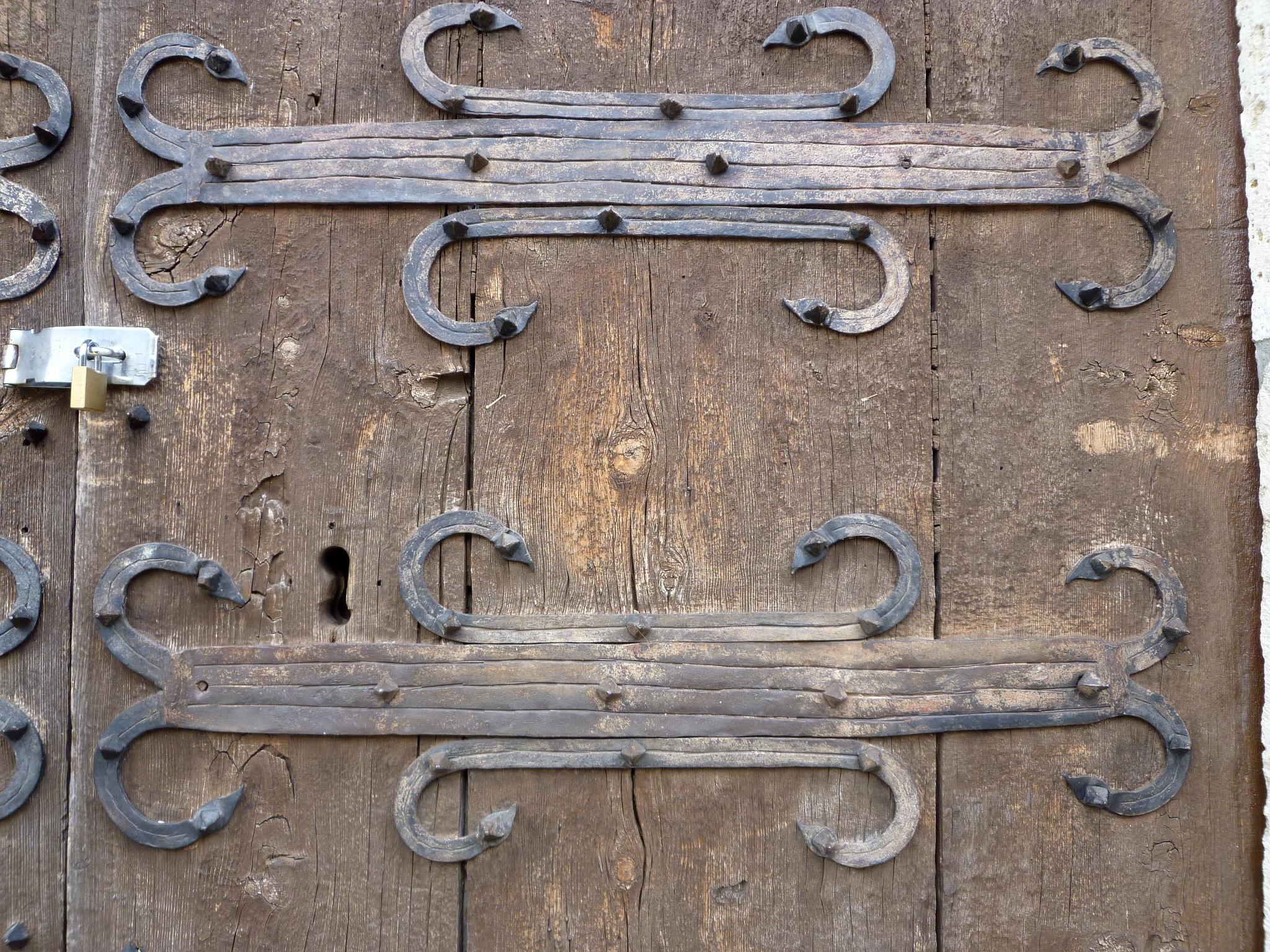
Detall de la porta romànica

De la primera església romànica de la Coma, tan sols es conserva la porta de ferramenta. El lloc està poc documentat i l'església actual sembla una construcció del segle xviii i modificada al segle xix.
La fabricació de la porta de ferramenta, fou possible, ja que a l'època medieval i concretament a les valls pirinenques, la manufactura del ferro oferí a les fargues locals la creació de nombrosos ornaments i reforços per a portes romàniques. Segurament el ferro de la porta de la primera església romànica de la Coma, procedia de la farga veïna de la Gafa, que fins al segle xviii, encara obtenia el mineral de ferro de la serra del Port del Comte.